# شن يانغ
شن يانغ (بالصينية: 沈阳) هي لاعبة شطرنج صينية، ولدت في 23 يناير 1989 في نانجينغ في الصين.

## وصلات خارجية
- شن يانغ على موقع الاتحاد الدولي للشطرنج (الإنجليزية)
- شن يانغ على موقع مباريات الشطرنج (الإنجليزية)
- شن يانغ على موقع 365Chess.com (الإنجليزية)
- شن يانغ على موقع Chesstempo.com (الإنجليزية)
- شن يانغ على موقع الاتحاد الأمريكي للشطرنج (الإنجليزية)
- شن يانغ سجل أولمبياد الشطرنج للسيدات على موقع OlimpBase.org (الإنجليزية)
- شن يانغ على موقع اللجنة الأولمبية الصينية (الإنجليزية)